# 잉글랜드의 지역
| 런던 노스이스트 노스웨스트 사우스웨스트 사우스이스트 요크셔험버 웨스트미들랜즈 이스트미들랜즈 이스트오브 잉글랜드 |

잉글랜드의 "지역"(Region)은 영국 잉글랜드의 최상위 지방 구분 단위이다. 현재는 지방자치단체로서의 역할을 하지는 않으며, 각종 통계나 유럽 의회 선거와 같은 행정상의 목적으로는 남아 있다. 따라서 통계지역단위명명법에 의한 최상위 단계의 지방 단위이기도 하다.

## 지역 목록
| 이름                 | 면적 (km2) | 인구       |
| -------------------- | ---------- | ---------- |
| 그레이터런던         | 1,572      | 8,173,941  |
| 노스웨스트잉글랜드   | 14,165     | 7,052,177  |
| 노스이스트잉글랜드   | 8,592      | 2,596,886  |
| 사우스웨스트잉글랜드 | 19,095     | 5,288,935  |
| 사우스이스트잉글랜드 | 19,095     | 8,634,750  |
| 요크셔험버           | 15,420     | 5,283,733  |
| 웨스트미들랜즈       | 13,000     | 5,601,847  |
| 이스트미들랜즈       | 15,627     | 4,533,222  |
| 이스트오브잉글랜드   | 19,120     | 5,846,965  |
| 계                   | 130,395    | 53,012,456 |

## 같이 보기
- 잉글랜드의 행정 구역
- 잉글랜드의 주